# 북평5일장
북평5일장은 강원특별자치도 동해시 북평동에서 5일마다 열리는 정기 재래시장이다.

## 개요
오랜 전통을 자랑하는 전국 최대의 민속장으로 조선 정조 20년에 시작하여 3, 8일장으로 열리고 있다.
북평 5일장은 방언으로 뒷드르, 뒷드루, 뒤드리, 뒤뚜르 장이라고 불리었다.

## 위치
동해시 구미동 486-2

## 특징
큰 규모의 북평5일장은 위치에 따라 판매하는 물품이 다르다.

### 쇠전
북평장의 상징. 동이 트기 전인 새벽에 열려 오전 9시 이전에 장이 끝난다.

### 미전·채소전
북평우체국 앞에서 열린다.

### 강포전
한국의 3대 삼베로 꼽히는 강포를 거래하는 시장

### 어물전
주로 묵호와 삼척 등 동해안 일대에서 잡은 해산물들이 거래된다.

### 잡화전
인근 주민들뿐 아니라 전국 각지에서 온 다양한 상인들로 구성된 노상 시장이다.

## 같이 보기
- 동해시